# 国鉄ED45形電気機関車
国鉄ED45形電気機関車（こくてつED45がたでんききかんしゃ）は、日本国有鉄道（国鉄）が製造した交流電気機関車である。
本項では、同時に試作されたED44形電気機関車についても記述する。

## 概要
1955年8月10日国内初の交流電化実験線区となった仙山線陸前落合 - 熊ケ根間で各種試験を行うために試作された電気機関車である。

### 開発・製造までの経緯
1953年に日本全国で幹線電化を進めるにあたって、変電所が少なくでき建設費を抑えられる商用周波数による交流電化方式が着目された。国内での研究のほか単相交流では世界初の交流電化実用に成功したフランスから機関車を輸入するため折衝にあたったが、国鉄が試験用としての最小両数の輸入とする方針だったのに対しフランス側は継続的な輸入を要求したことから交渉は決裂。このため日本国内で交流電気機関車を開発することになり、製造されたのがED44形とED45形である。

## 車両
直接式のED44 1と整流器式のED45 1・11・21の計4両が製造された。性能比較のため機器類に相違点はあるが、以下の共通点がある。
- 当初は正式な国鉄車籍を有しておらず、製造メーカーからの借入扱いであった。仙山線の交流電化開業[2]の1957年（昭和32年）9月5日を前にした、同年3月27日に国鉄に入籍した。
- 車体は各メーカーの私鉄向電気機関車の設計を利用したため、いずれも戦前戦後間もない頃の電気機関車と同様に、車体前部のデッキから運転室へ出入りする方式を採用した[3]。

### 1次試験対応試作車
1955年（昭和30年）の実験線試験では、以下の比較検討となった。
- 交流電流により交流整流子電動機を駆動する直接式
- 交流電流を整流器で直流に変換し従来の直流直巻電動機を駆動する整流器式

このためED44 1とED45 1の2両が試作された。

#### ED44 1
1955年7月20日に日立製作所水戸工場で製造された日本初の交流電気機関車である。
機器・性能
- 直接式交流機関車で直流電気機関車の抵抗制御器を低圧タップ切換器に置き換え、単相交流整流子電動機を釣掛式で駆動する。
  - 単相交流整流子電動機は、回転子と固定子の間で変圧器が構成されることによる起電力（以下、変圧器起電力と称する）が常に生じる。起動時には火花を抑える働きをする補極の効果は期待できず、変圧器起電力による短絡電流で整流子に火花が飛ぶことが避けられない。そればかりか整流子による短絡電流による起磁力は主極（界磁）の起磁力を打ち消して起動トルクを減少させてしまう。周波数が高くなるにつれて変圧器起電力が大きくなることから、主極（界磁）の起磁力が変圧器起電力に対して小さい場合、最悪、起動電流を増しても整流子による短絡電流ばかり増えて整流子の過熱焼損に至る。当時の日本には商用周波数である50Hzという高周波数の交流電動機の製造経験がなく、14 - 16極と直流機の4倍の磁極を入れることで変圧器起電力を下げている。
  - 主電動機は日立製作所のほかに東洋電機製造・富士電機でもそれぞれ2基ずつ製造し、各メーカーのものを乗せ換えながらテストを行った。
- 台車は後年の交流機でも問題となる軸重移動の問題が当初より考えられたことから、車体から伸ばした脚に板ばねで台車枕ばねと接続し、レール面に近い位置で引張力を伝えることで台車のピッチングを抑えて解決を図ったDT108形を採用した。

車体
- 秩父鉄道デキ101 - 103や大井川鉄道E103と同系統の車体を採用した。
  - 当初デッキの手摺をほとんどもたず、転落事故などが懸念されたことから、暫くして増設工事がされた。
  - 側面の通風フィルターは製造当初縦型のものだったが、デッキ手摺増設に前後して十字型の枠をもった形状に変更された[4]。
- 製造当初はアルファベット表記の凝ったデザインの製造銘板（筆記体で"Hitachi"）を装着していたが、国鉄側がこれを問題視したため取付規程を制定する遠因となり、本機も後日漢字表記の銘板に交換されている。

#### ED45 1
1955年9月28日に三菱電機・新三菱重工業で製造された。
機器・性能
- 送油風冷式変圧器・水冷式イグナイトロン（＝水銀整流器)・低圧タップを併用して直流電動機を駆動する制御方式を採用した。
- 小型高速型のMT903形主電動機を採用し、緩衝作用をもつクイル式駆動装置を初採用した。
- 台車も防振と軽量化のためコイルばねとウイングばねを用いた電車的な構造をもつDT109形を採用した[5]
  - 整流器式は車上に変電所をもつようなものであり、当初の見積では自重が100t超となったことから、電気・機器部分にこれまでの常識を覆すほどの軽量化が行われて国鉄上限規格の60トンに収めた。

車体
- 三菱製の私鉄向電気機関車の設計を応用しており、小田急電鉄デキ1041や大井川鉄道E101・102と類似する。また、正面尾灯からに側面にかけてステンレス製の飾り帯をもつ。

改造
- イグナイトロンには以下の欠点があった。
  - 振動に弱いため防振対策を行ったが、それでもタンク下部の液体水銀ダメが動揺飛散してしまい、水銀アークを最初に点けるイグナイタ（＝点弧子）が脱落する事故が相次いだ。そのため整流がうまく行かないばかりか、逆弧（逆向きに流れるアーク放電。当然に整流機能は喪失する）が発生するなどの初期故障が頻発した。
  - 寿命が短いため交換の頻度が高い。
  - 水冷式ゆえに整備に手間がかかる。
- このため1959年（昭和34年）にシリコン整流器（シリコンダイオード）に交換された。
  - その結果、位相制御を喪失した[6]。

#### 1次試験の結果
直接式のED44形に多数の問題点が露呈した。
- 高速域に達すると高出力を発揮するが、起動トルクが弱く引き出し力・加速力ともに整流器式のED45形に劣り、加速停止を頻繁に行う列車には不向きとされた。
- 1時間定格出力においてはED44形がED45形を上回っていたにもかかわらず、25‰勾配上における列車の引き出し能力である牽引定数は、ED44形が420tに留まったのに対して、ED45形は600tと大きな差がついた。
  - 当時の貨物輸送主力機関車となるD51形蒸気機関車の25‰上り勾配での牽引定数は最大約350tである[7]。また、ED44形は25‰上り勾配での起動試験でブラシから激しく火花を散らしながらも、片側台車の主電動機2基のみを使用して210tの列車牽出しに成功。これをEF級電機に当てはめれば10‰上り勾配上で1240tを起動できる計算となり、EF65形(10‰上り勾配上で1300トン)に近い牽引定数を出せるという高い性能を示した[8]。
- 交流電動機の磁極数が多い上にこれまで経験したことのない高圧での使用に対して技術的に未熟であったため、1運用ごとに各ブラシの接点を磨かねばならないなど整備の手間が想像を超えていた[9]。

整流器式のED45形の場合では、電気的な観点からタップ制御と水銀整流器の位相制御の組合わせによる連続的な電圧変換が可能で、起動時に有利であり、しかも空転しても端子電圧が上昇しにくいことから主電動機の回転数がすぐに復帰し、空転が自然に収まるという特性をもっていた。
- これは当時の常識からすれば驚異的なことで、優れた粘着特性がやがて「交流機のD形は直流機のF形に匹敵する[7]」と宣伝される根拠となる。

この結果、今後製造される交流電気機関車には整流器式を用いることとなった。

### 2次試験対応試作車
引き続き整流器式交流電気機関車の開発と試験が継続され、製造メーカーごとに搭載機器や方式の異なるED45 11・21が製造された。

#### ED45 11

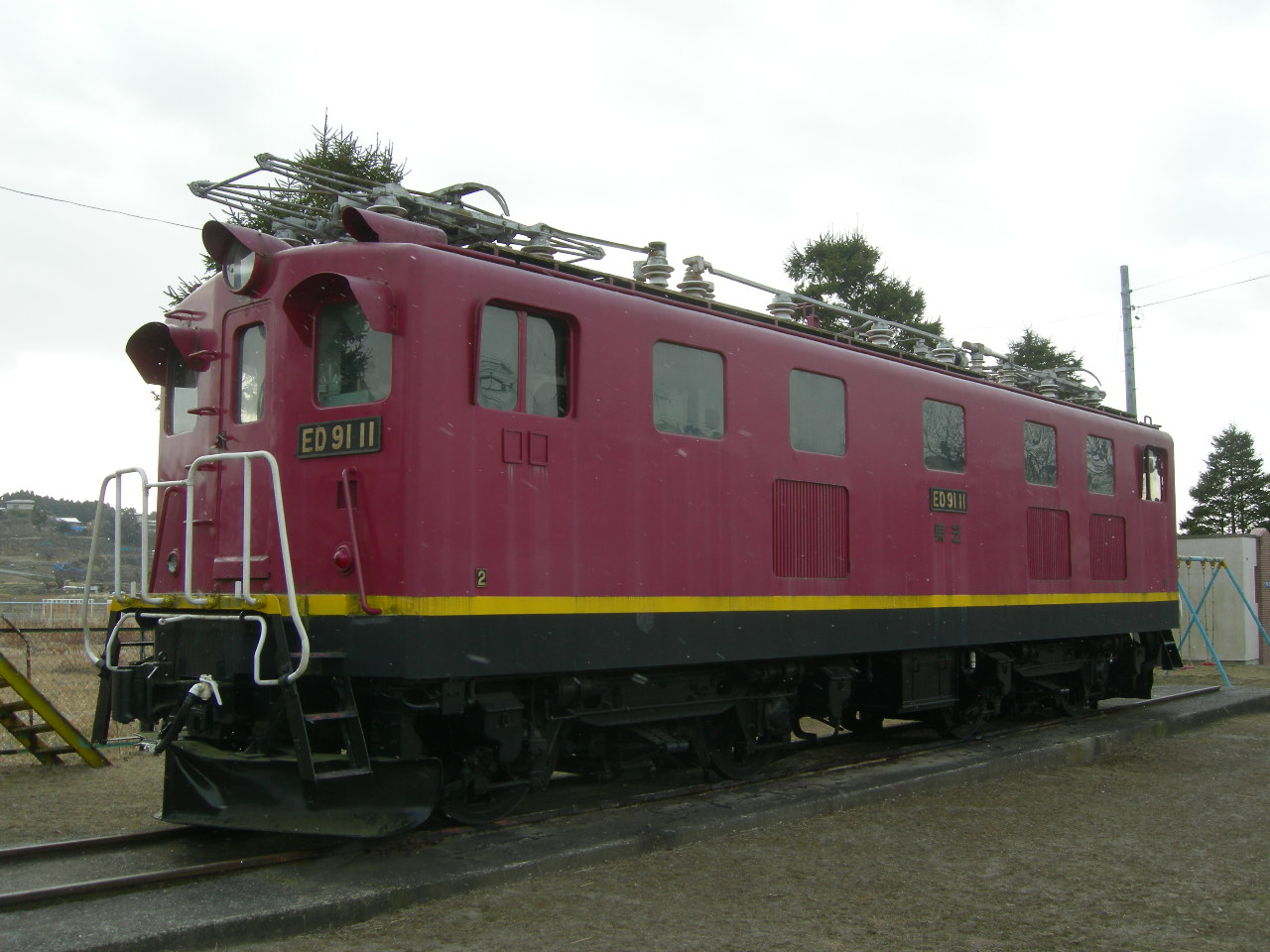
ED45 11
(ED91 11)

1956年（昭和31年）12月21日に東芝で製造された。
機器・性能
- ED45 1で保守上問題となった変圧器を保守の楽な乾式とし、整流器は風冷式とした。
- 東芝技術陣は水銀整流器の電流阻止作用に着目。これを利用して低圧無電弧タップを切る方式を開発した。
- 補機用の低圧電源供給には従来の電動発電機をやめ相数変換機による交流化が図られた。
- 内部機器の火災・爆発事故対策を強化したほか、交直流車両開発のため直流機器が一部搭載された[10]。
- 台車・主電動機は保守的な設計でEH10 15を基礎とする釣掛式を採用した。

車体
- 東武鉄道ED5000形の設計を応用した角ばったスタイルである。
  - 側面の通風フィルターは公式側に2個、非公式側に3個設けられた[11]。

#### ED45 21

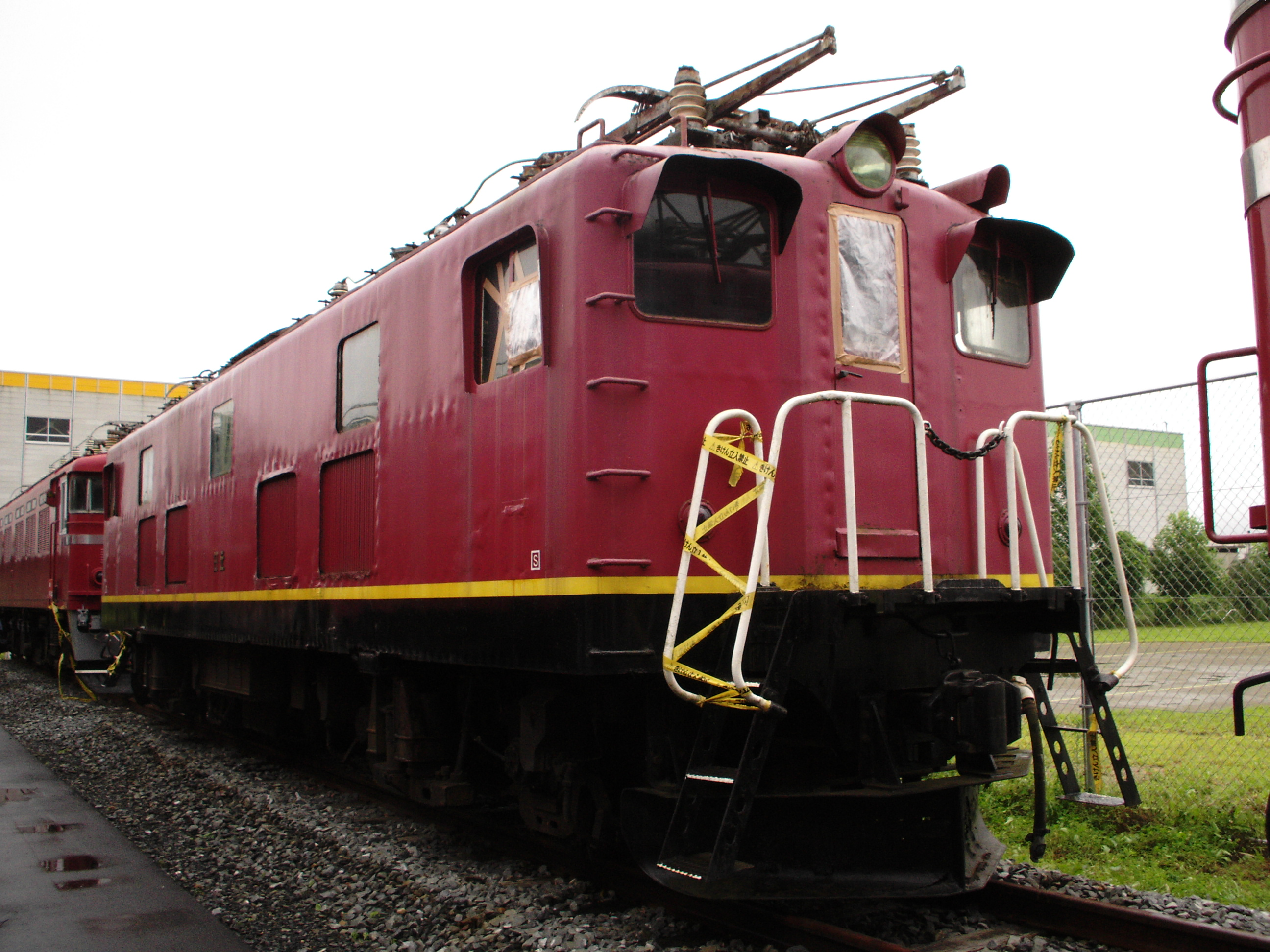
ED45 21
(ED91 21)

搭載機器の比較検討にあたり、直接式を製造した日立製作所が1957年2月に製造した整流器式交流機関車である。
機器・性能
- 日立製作所からの技術提示として、同社が得意としたエキサイトロン水銀整流器を採用した。
  - このため東芝が提示したイグナイトロンとの比較が行われた。
- 大出力化試験機という位置づけもあり、高圧タップを採用することで制御電流量の増加を図り、弱め界磁を併用することで出力を1,640kWまで引き上げた。
- 駆動方式はクイル式を採用したため、台車は揺れまくら方式のDT111形を採用した。

車体
- ED44 1と同様に私鉄向電気機関車に範をとっているが、大阪窯業セメント伊吹工場のいぶき500形（現・大井川鐵道ED500形）に類似したデザインの車体である。

改造
- 1959年にエキサイトロン水銀整流器を長期耐用試験のためにシリコン整流器へ交換。
  - この結果、位相制御が不可能となり最終的に出力は1,500kWとなった。

#### 2次試験の結果
ED45 11は試運転での成績不良によりメーカーでイグナイトロンを交換、ED45 21も同じ理由から機器配置の変更を実施したが、その後はいずれの車両も好成績を残した。さらにこれらの車両をベースに以下の形式が開発された。
- ED45 1→ED70形 ED71 3
- ED45 11→ED71 2 ED72形・ED73形[13]
- ED45 21→ED71 1およびED71 4以降のED71形量産機

### 改番
1961年（昭和36年）に形式称号の変更を実施した。
- ED44 1→ED90 1
- ED45 1・11・21→ED91 1・11・21

### ED44形・ED45形主要諸元
| 形式                | ED44 1                             | ED45 1                                   | ED45 11                              | ED45 21                                              |
| 最高速度 (Km/h)     | 65                                 | 85                                       | 100                                  | 100                                                  |
| 全長 全幅 全高 (mm) | 13,500 2,800 4,095                 | 14,200 2,800 4,100                       | 13,200 2,800 4,100                   | 13,800 2,800 4,085                                   |
| 運転整備重量 (t)    | 60.00                              | 59.90                                    | 60.00                                | 60.00                                                |
| 軌間                | 1,067mm                            | 1,067mm                                  | 1,067mm                              | 1,067mm                                              |
| 軸配置              | Bo-Bo                              | Bo-Bo                                    | Bo-Bo                                | Bo-Bo                                                |
| 動力伝達方式        | 吊り掛け式                         | クイル式                                 | 吊り掛け式                           | クイル式                                             |
| 主電動機            | MT950形交流整流子電動機×4基        | MT903形直巻電動機×4基                    | MT902A形直巻電動機×4基               | MT904形直巻電動機×4基                                |
| 歯車比              | 16:93=1:5.81                       | 16:91=1:5.69                             | 16:69=1:4.31                         | 15:82=1:5.47                                         |
| 1時間定格出力       | 1,120kW                            | 1,000kW                                  | 1,100kW                              | 1,640kW                                              |
| 1時間最大引張力     | 7,300kg                            | 10,600kg                                 | 10,800kg                             | 13,400kg                                             |
| 台車                | DT108形                            | DT109形                                  | DT110形                              | DT111形                                              |
| 電気方式            | 交流20kV・単相50Hz・架空電車線方式 | 交流20kV・単相50Hz・架空電車線方式       | 交流20kV・単相50Hz・架空電車線方式   | 交流20kV・単相50Hz・架空電車線方式                   |
| 変換方式            | 直接式                             | 整流器式                                 | 整流器式                             | 整流器式                                             |
| 変圧器              | 送油風冷式                         | 送油風冷式                               | 乾式                                 | 送油風冷式                                           |
| 水銀整流器          | なし                               | 水冷式イグナイトロン                     | 風冷式イグナイトロン                 | 風冷式エキサイトロン                                 |
| 制御方式            | 低圧タップ切換                     | 低圧タップ切換 格子位相制御 弱め界磁制御 | 低圧タップ切換 抵抗制御 弱め界磁制御 | 高圧タップ切換 弱め界磁制御                          |
| 制御段数            | タップ14段                         | タップ17段 位相24段 弱め界磁5段          | タップ15段 抵抗15段 弱め界磁2段      | タップ32段 弱め界磁3段                               |
| ブレーキ            | EL14形自動空気ブレーキ             | EL14形自動空気ブレーキ                   | EL14形自動空気ブレーキ               | EL14形自動空気ブレーキ                               |
| 製造年              | 1955                               | 1955                                     | 1956                                 | 1957                                                 |
| 製造メーカー        | 日立製作所                         | 三菱電機 新三菱重工業                    | 東芝                                 | 日立製作所                                           |
| 改造                | 1959年 弱め界磁制御追加            | 1959年 シリコン整流器交換                |                                      | 1959年 シリコン整流器交換 1時間定格出力1,500kWに変更 |

## 運用
4両とも作並機関区に配属され、仙山線での試験では交流電気車の高性能を実証した。また、車輪の空転が発生した際には、出力を一時的に下げることで再粘着させて容易に車輪の空転を抑える粘着特性も実証した。仙山線での試験終了後、正式交流電化となった1957年9月以降も引き続き運用され、営業列車の牽引に充当された。
しかし、直接式のED44形は保守・整備の手間に難があることから、1961年以降は休車状態となり1966年に廃車となった。
一方、整流器式のED45形は3両とも1968年の仙山線全線交流電化後も長町機関区に転属して運用され続けていたが、以下の問題が発生していた。
- 製造後10年以上が経過し一部機器の老朽化が始まっていた。
- 保守部品も試作車という特殊性から確保に難があった。
- 重連総括制御ができず、総括制御可能なED78形の運用が始まるとED45形は単機で牽引可能な編成重量の軽い旅客列車中心とした運用に限定された。
- 冬期旅客列車を牽引の際に必要な電気暖房装置 (EG) ならびに蒸気暖房用蒸気発生装置 (SG) が未搭載のため暖房車が必要だった。

また、福島機関区（現・福島総合運輸区）所属のED78形による奥羽本線との共通運用による各種コスト削減の効果も大きいことから、1970年に仙山線用試作交流機関車の取替名目で製造されたED78 10・11に置き換えられ、全車廃車となった。

## 保存機
いずれも解体され現存しない。
- ED91 11 - 宮城県宮城郡利府町森郷児童公園 
  - 1975年（昭和50年）に旧国鉄から利府町に無償譲渡され、森郷児童遊園に静態保存されてきた[15]。しかし、車体の劣化と有害物質ポリ塩化ビフェニール（PCB）の問題から、利府町は維持管理を断念し、2021年（令和3年）6月の町議会定例会で撤去費用を含む本年度一般会計補正予算案が可決された[15]。日本初の交流電化試験に使われた現存する唯一の車両であることから、日本鉄道保存協会はJRでPCBを除去し車両譲渡してもらい、町外に搬出する計画を示し、運搬費用は会員有志からの寄付を充てることを主張[15]。利府町はJR側に判断を一任し、2021年9月から日本鉄道保存協会とJR東日本で協議が行われたが、JR側からはPCBの処理には屋根の撤去や機器類の分解、台車の解体が必要で、譲渡や保存は現実的ではないとされた[15]。2022年（令和4年）1月には車両の解体が進められ、利府町では同年3月末までに車両撤去後の公園を整備する方針である[15]。なお、ナンバープレート1枚が利府町文化交流センターに展示されている。
- ED91 21 - 新幹線総合車両センター[16]